# Psychotria purpusii
Psychotria purpusii är en måreväxtart som beskrevs av Paul Carpenter Standley. Psychotria purpusii ingår i släktet Psychotria och familjen måreväxter. Inga underarter finns listade i Catalogue of Life.